# مقاطعة كوبيا (ميسيسيبي)
مقاطعة كوبيا هي مقاطعة في مسيسيبي، بلغ عدد سكانها 29٬449  نسمة، في 2010، عاصمتها هازلهورست، تبلغ مساحتها 2٬019 كيلومتر مربع.

## الموقع
تشترك في الحدود مع:
- مقاطعة هايندز (ميسيسيبي)
- مقاطعة لورنس
- مقاطعة جيفرسون (ميسيسيبي)
- مقاطعة سيمبسون (ميسيسيبي)
- مقاطعة لينكولن (ميسيسيبي)
- مقاطعة كليبورن (ميسيسيبي).

## التقسيمات الإدارية
- هازلهورست.

## أعلام
- جوزيف إديسون ووكر